# Acleris variana
Acleris variana is een vlinder uit de familie van de bladrollers (Tortricidae). De wetenschappelijke naam van de soort is voor het eerst geldig gepubliceerd in 1886 door Fernald.
De soort gebruikt vooral de balsemzilverspar (Abies balsamea) als waardplant, daarnaast ook witte spar (Picea glauca) en andere soorten spar (Picea).
De voorvleugellengte van de vlinder is 7,5 tot 9,1 millimeter, de vrouwtjes zijn iets groter dan de mannetjes. De tekening is zeer variabel. De vliegtijd van A. variana is in augustus en september. Het vrouwtje legt ruim 50 eitjes, die overwinteren. De gele eitjes zijn ovaal en meten 0,5 bij 0,9 millimeter. Als de boom nieuwe twijgjes maakt (mei-juni) sluipen de rupsjes uit en boren zich in de jonge naalden om te eten. De rups kent meestal vier stadia, bij de helft van de vrouwtjes echter vijf. De rups is geelgroen tot lichtgroen met een donkerbruine tot zwarte kop en donkerbruine propoten. De rups bereikt een maximale lengte van 11 tot 15 millimeter. In het vierde en vijfde stadium spint de rups een aantal twijgjes samen tot een beschermende ruimte. De rups kan dan ook leven van oude naalden. Verpopping vindt meestal plaats in de samengebonden twijgjes, soms op de bodem. De pop is 7 tot 9 millimeter lang en een kleine 2 millimeter breed, donkerbruin van kleur met groene doorschijning ter hoogte van de vleugels. De rupsen kunnen flinke schade aan de bomen veroorzaken. De aantallen A. variana blijken toe te nemen na periodes van minder regenval.
De soort komt voor in het oosten van Noord-Amerika. 